# 男生愛女生
男生愛女生（英語：Boys Like Girls）是一支來自美國馬塞諸塞州波士頓的流行搖滾樂團。樂團於2005年成立，在發行首張專輯《愛情初始化》後一舉成名。2008年，樂團隨狂野夏洛特在美國開啟了Soundtrack of Your Summer Tour。2009年9月8日，樂團的第2張錄音室專輯《愛昏頭》發行。
2011年2月，樂團宣佈將進行為期不確定的休團。同年11月17日，马丁·约翰逊表示樂團並沒有解散，只是暫時休整一下而已。次年12月11日，樂團發行了新專輯《瘋狂世界》。2023年，樂團发行了新专辑。

## 音樂作品
- 《愛情初始化（英语：Boys Like Girls (album)）》（2006年）
- 《愛昏頭》（2009年）
- 《瘋狂世界（英语：Crazy World (Boys Like Girls album)）》（2012年）
- （2023年）

## 外部連結
- 官方网站